# Суперкубок Англии по футболу 1989
Суперкубок Англии по футболу 1989 года (англ. 1989 FA Charity Shield) — 67-й розыгрыш Суперкубка Англии, ежегодного футбольного матча, в котором встречались победитель Первого дивизиона и обладатель Кубка Англии. Матч прошёл на стадионе «Уэмбли» в Лондоне 12 августа. В нём встретились «Арсенал», чемпион Первого дивизиона в сезоне 1988/89, и «Ливерпуль», обладатель Кубка Англии 1989 года. Матч закончился минимальной победой «Ливерпуля».

## Отчёт о матче
| Арсенал | 0:1 | Ливерпуль   |
| ------- | --- | ----------- |
|         |     | Бирдсли 33′ |

| Арсенал | Ливерпуль |

| Регламент матча - 90 минут матча, без дополнительного времени. - По пять запасных с каждой стороны. - Максимум по три замены с каждой стороны. |